# Senotín
Senotín (deutsch Zinolten) ist ein Ortsteil der Stadt Nová Bystřice (Neubistritz) im Okres Jindřichův Hradec (Bezirk Neuhaus). Das Dorf liegt sechs Kilometer nordöstlich von Nová Bystřice. Der Ort war als ein Längsangerdorf angelegt.

## Geographie
Nachbarorte sind im Osten Klenová (Leinbaum), im Westen Dobrá Voda (Guttenbrunn), im Süden Hůrky (Adamsfreiheit) und im Norden Kunějov (Kunas).

## Geschichte
Die Anlage des Ortes und die bis 1945 gesprochene „ui“- Mundart (bairisch-österreichisch) mit ihren speziellen Bairischen Kennwörtern weist auf eine Besiedlung durch deutsche Stämme hin, wie sie vor allem im 12/13. Jahrhundert erfolgte. Aufgrund besonderer Zwielaute unterscheidet sich diese Mundart von der mittelbairischen, die im Osten Südmährens gesprochen wird. Da diese Zwielaute in der nordbairischen Mundart verwendet werden, dürften die ersten Siedler aus dem oberpfälzischen Raum stammen. Die erste urkundliche Erwähnung des Ortes erfolgte im Jahre 1420 gemeinsam mit der Nennung eines Grenzbaches am Fuße des Nesselberges. Im Laufe der Jahrhunderte änderte sich die Namensform des Ortes mehrmals. So schrieb man 1564 „Senotin“, 1790 „Czimolden“ und ab 1842 die heutige Namensform „Zinolten“. Der Ursprung des Ortsnamens dürfte auf den Zinnabbau bei Adamsfreiheit im 16. Jahrhundert zurückzuführen sein, da das abgebaute Zinn auf sogenannten „Zinnholden“ gelagert wurde.
Am 25. Juni 1531 kaufte Adam Slawata von Neuhaus den Ort und fügte ihn so in die Herrschaft Neuhaus ein. Auch begann man im 16. Jahrhundert mit dem Silberbergbau, doch wurde dieser aufgrund fehlender Funde bald eingestellt. Die Matriken des Ortes wurden seit 1769 bei Adamsfreiheit mitgeführt. Bis zum Jahre 1848 gehörte der Ort zur Herrschaft Neuhaus. Im 19. Jahrhundert wurde bei Zinolten eine Haltestelle für eine Lokalbahn erbaut, die ein großer Umschlagplatz für Nutzholz wurde. Die Bewohner von Zinolten lebten größtenteils von der Vieh- und Landwirtschaft. Ebenso gab es in mehreren Teichen in der Umgebung ertragreiche Fischwirtschaft. Neben dem üblichen Kleingewerbe gab es eine Mühle und eine Stickerei im Ort.
Nach dem Ersten Weltkrieg kam der zuvor zu Österreich-Ungarn gehörende Ort, dessen Bewohner im Jahre 1910 ausschließlich der deutschen Sprachgruppe angehörten, durch den Vertrag von Saint-Germain zur neuen Tschechoslowakischen Republik. In der Zwischenkriegszeit verstärkten staatliche Maßnahmen, wie die Bodenreform 1919 und die Sprachenverordnung 1926 die Ansiedlung von Tschechen. Zwischen 1938 und 1945 gehörte der Ort Zinolten infolge des Münchner Abkommens zum Reichsgau Niederdonau.
Im Zweiten Weltkrieg hatte der Ort 25 Opfer zu beklagen. Nach Kriegsende wurden die im Münchener Abkommen an Deutschland übertragenen Territorien, also auch Zinolten, wieder der Tschechoslowakei zugeordnet. Gleichzeitig mit den umliegenden Gemeinden wurde am 29. Mai 1945 der Ort von einer motorisierten Gruppe Tschechen besetzt. Sie nahmen einige Geiseln und vertrieben die deutschen Bewohner und zuletzt die Geiseln über die Grenze nach Österreich. Die in Österreich befindlichen Zinoltener wurden entsprechend den im Potsdamer Kommuniqués genannten „Transfer“-Zielen bis auf acht Familien nach Deutschland abgeschoben.
Am 1. Juli 1970 wurde Senotín ein Ortsteil der Gemeinde Hůrky (Adamsfreiheit). 1985 wurde dann diese Gemeinde in die Stadt Nová Bystřice eingemeindet. Im Jahre 2001 bestand Senotín aus 30 Wohnhäusern.

## Wappen und Siegel
Bis ins 17. Jahrhundert wurden alle rechtlichen Angelegenheiten von Zinolten in Adamsfreiheit abgewickelt und auch mit dessen Siegel beglaubigt. Ab 1684 verwendete der Gemeinderichter von Adamsfreiheit für die Ortschaften Zinolten, Grambrach und Kunas ein eigenes Gerichtssiegel. Es war achteckig und zeigte die Initiale „MK“ und darunter ein Aststück, aus dem drei fünfblättrige Blüten herabhängen.
Zwar erhielt Zinolten im 19. Jahrhundert ein eigenes Siegel, doch ist von diesem bis heute noch keine Abbildung gefunden worden.

## Bevölkerungsentwicklung
| Volkszählung | Einwohner gesamt | Volkszugehörigkeit der Einwohner | Volkszugehörigkeit der Einwohner | Volkszugehörigkeit der Einwohner |
| Jahr         | Einwohner gesamt | Deutsche                         | Tschechen                        | Andere                           |
| ------------ | ---------------- | -------------------------------- | -------------------------------- | -------------------------------- |
| 1880         | 427              | 427                              | 0                                | 0                                |
| 1890         | 383              | 359                              | 24                               | 0                                |
| 1900         | 379              | 379                              | 0                                | 0                                |
| 1910         | 371              | 371                              | 0                                | 0                                |
| 1921         | 310              | 303                              | 5                                | 2                                |
| 1930         | 329              | 287                              | 38                               | 4                                |
| 1991         | 20               |                                  |                                  |                                  |
| 2001         | 23               |                                  |                                  |                                  |

## Sehenswürdigkeiten
- Kapelle St. Michael (1793)
- Pestsäule
- Kriegerdenkmal (1935)